# Karl Boyes
Karl Boyes (* 4. November 1982 in Bradford) ist ein englischer Poolbillardspieler.

## Karriere
Sein erster größerer internationaler Erfolg war das Erreichen des Halbfinals bei der 9-Ball-WM 2007. 2008 festigte er seinen Platz in der erweiterten Weltspitze unter anderem durch eine Halbfinalteilnahme auf der Euro-Tour in Sindelfingen. 2009 schaffte er es bis ins Achtelfinale der US Open sowie einen zweiten Platz bei der Costa del Sol Open in Benalmádena.
Spätestens 2010 schaffte er den endgültigen Durchbruch in die Weltspitze, als er zunächst mit Großbritannien die Team-Weltmeisterschaft in Hannover und wenig später im Finale gegen Niels Feijen den Einzel-Weltmeistertitel im 8-Ball gewann.
Anschließend nahm er erstmals am World Pool Masters teil und schied dort in der Runde der letzten 32 aus. Auf der Euro-Tour erreichte er bei den German Open 2010 sein zweites Finale, unterlag dem Deutschen Sascha Tege jedoch mit 6:8 im Finale. In Österreich gewann er dann aber schließlich mit den Austria Open sein erstes Euro-Tour-Turnier durch einen Finalsieg über Nick van den Berg.
2013 wurde Boyes zum zweiten Mal zum World Pool Masters eingeladen, bei dem er im Achtelfinale ausschied.
Im Januar 2014 wurde Boyes Fünfter beim World Chinese 8-Ball Masters. Im April 2014 gelang es ihm bei den North Cyprus Open ins Finale einzuziehen, das er jedoch mit 4:9 gegen Ralf Souquet verlor. Im November 2014 schaffte Boyes beim mit dem Einzug ins Viertelfinale sein bislang bestes Ergebnis beim World Pool Masters. Bei der 10-Ball-Weltmeisterschaft 2015 erreichte er wie bereits 2011 das Sechzehntelfinale. Auf der Euro-Tour kam er im selben Jahr bei den Italian Open und den German Open auf den dritten Platz. Beim World Pool Masters 2015 schied er im Achtelfinale gegen Liu Haitao aus. Im Oktober 2015 erreichte er das Finale der US Open und unterlag dort mit 6:13 dem Taiwaner Cheng Yu-hsuan.
2014 gewann er gemeinsam mit Darren Appleton den World Cup of Pool. Im Finale besiegten sie die Niederländer Nick van den Berg und Niels Feijen mit 10:9 und waren damit die ersten Engländer die den World Cup of Pool gewannen. 2015 unterlagen sie im Halbfinale den Taiwanern Ko Pin-yi und Chang Yu-lung.
Boyes war viermal Teil der europäischen Mannschaft beim Mosconi Cup (2010, 2013, 2014 und 2015), die diesen jeweils gewann.
Boyes lebt inzwischen in Blackpool.

## Erfolge
| Einzel              | Einzel                 |
| ------------------- | ---------------------- |
| 8-Ball-Weltmeister: | 2010                   |
| Austria Open:       | 2010                   |
| Mannschaft          |                        |
| Weltmeister:        | 2010                   |
| Mosconi Cup:        | 2010, 2013, 2014, 2015 |
| World Cup of Pool:  | 2014                   |